# Bersama lucens
Bersama lucens är en tvåhjärtbladig växtart som först beskrevs av Ferdinand von Hochstetter, och fick sitt nu gällande namn av Szyszyl.. Bersama lucens ingår i släktet Bersama och familjen Melianthaceae. Inga underarter finns listade i Catalogue of Life.